# U.S. Pro Indoor 1981
Lo U.S. Pro Indoor 1981 è stato un torneo di tennis giocato sintetico indoor. È stata la 14ª edizione dello U.S. Pro Indoor, che fa parte del Volvo Grand Prix 1981. Si è giocato al Wachovia Spectrum di Filadelfia in Pennsylvania negli Stati Uniti dal 25 gennaio al 1º febbraio 1981.

## Campioni

### Singolare maschile
Roscoe Tanner ha battuto in finale  Wojciech Fibak con il punteggio di 6–2, 7–6, 7–5

### Doppio maschile
Marty Riessen /  Sherwood Stewart hanno battuto in finale  Brian Gottfried /  Raúl Ramírez con il punteggio di 6–4, 6–4